# William Lyne

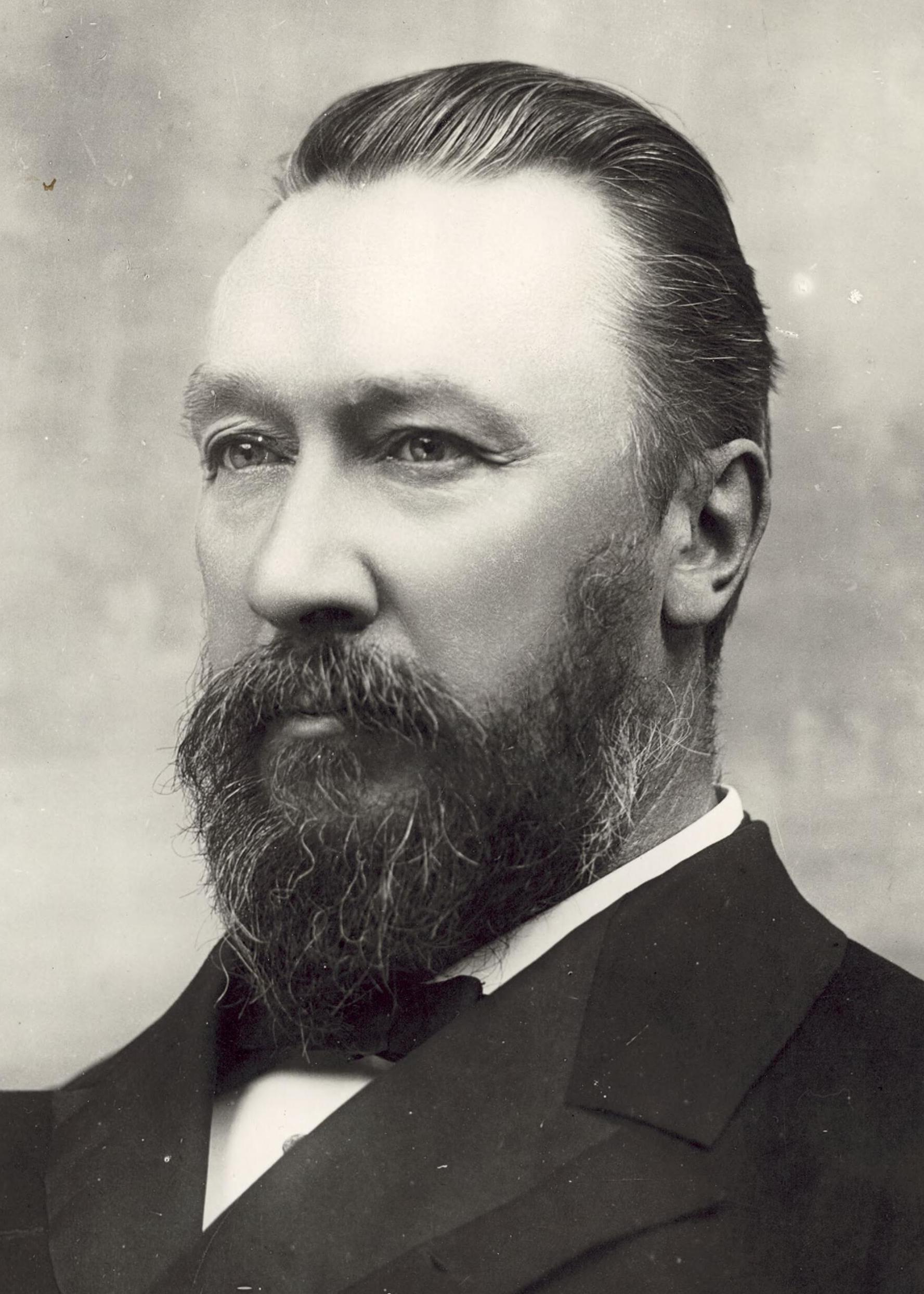
William Lyne (um 1890)

Sir William John Lyne, KCMG (* 6. April 1844 in Apslawn, Van-Diemens-Land; † 3. August 1913 in Double Bay, New South Wales) war ein australischer Politiker der Protectionist Party, der zwischen 1880 und 1901 Mitglied im Parlament von New South Wales sowie von 1899 bis 1901 Premier von New South Wales war. Er war im Anschluss zwischen 1901 und 1913 Mitglied des Australischen Repräsentantenhauses und bekleidete zwischen 1901 und 1904 sowie von 1905 bis 1908 Ministerämter in mehreren australischen Regierungen.

## Leben

### Mitglied des Parlaments und Premier von New South Wales

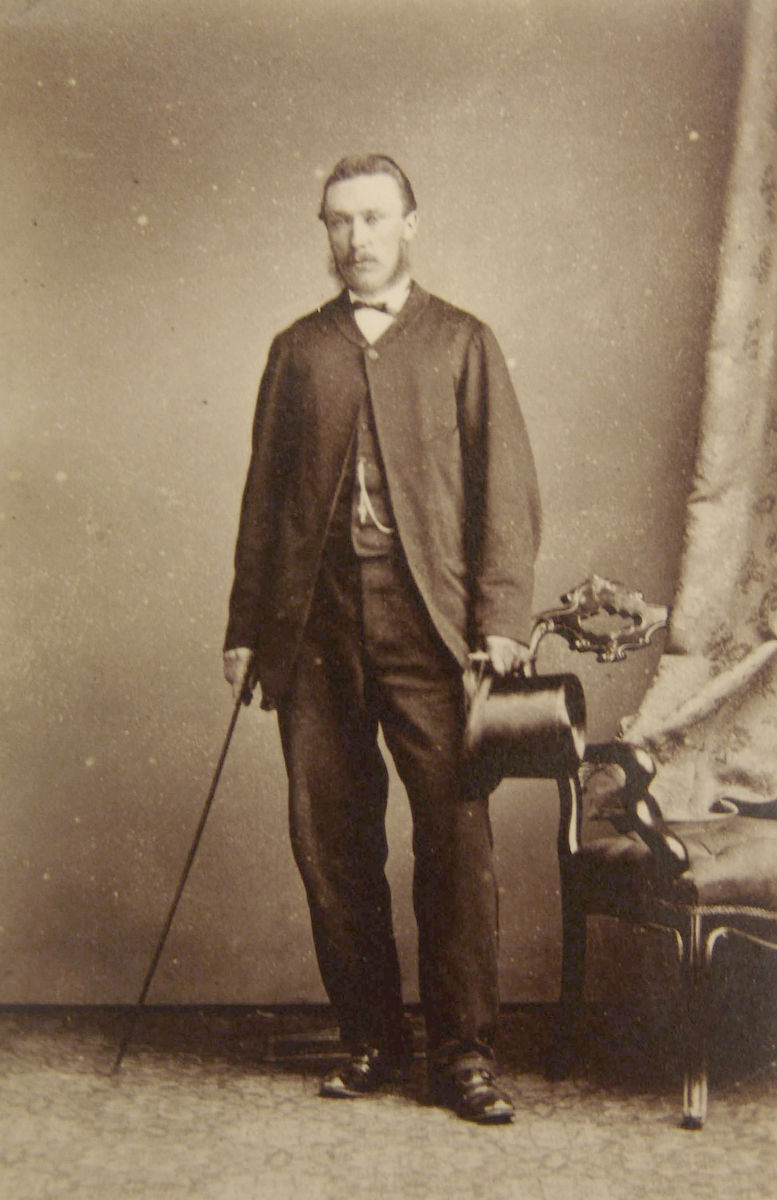
William Lyne (um 1865)

William John Lyne war der Sohn des Farmers John Lyne (1810–1900), der zwischen 1880 und 1893 Mitglied des Tasmanian House of Assembly war, und dessen Frau Lillias Cross Carmichael Hume. Sein jüngerer Bruder Carmichael Lyne (1861–1929) war zwischen 1900 und 1906 ebenfalls Mitglied der Legislativversammlung von Tasmanien. Er besuchte zunächst das Horton College in Ross und wurde im Anschluss durch einen Hauslehrer unterrichtet. 1864 reiste er in den Norden von Queensland und bewirtschaftete Ländereien im dortigen Gulf Country als Pastoralist. Nach seiner Rückkehr nach Tasmanien arbeitete er zwischen 1865 und 1875 als Beamter im Rat von Glamorgan, ehe er 1875 nach New South Wales zog und dort als Pastoralist in Camberoona bei Albury tätig war. In Albury engagierte er sich für die dortige All Saints Church sowie als Vorsitzender der Schafzüchter.
Am 29. November 1880 wurde Lyne erstmals Mitglied im Parlament von New South Wales und vertrat bis zum 20. März 1901 als Mitglied der Legislativversammlung (New South Wales Legislative Assembly) mehr als zwanzig Jahre den Wahlkreis Hume. Er schloss sich der Protectionist Party an, eine politische Partei, die von den 1880er Jahren bis zu ihrem Aufgehen in der Commonwealth Liberal Party im Jahr 1909 bestand und deren wesentliches Anliegen die Durchsetzung einer Schutzzollpolitik zur Entwicklung und Förderung der einheimischen Industrie bildete. Am 2. November 1885 übernahm er sein erstes Regierungsamt und fungierte im ersten Kabinett von Premier George Dibbs bis zum 21. Dezember 1885 zunächst kurzzeitig als Sekretär für öffentliche Arbeiten (Secretary for Public Works). Das Amt des Sekretärs für öffentliche Arbeiten hatte er vom 26. Februar 1886 bis zum 19. Januar 1887 erneut im Kabinett von Premier Patrick Jennings inne. Im zweiten Kabinett von Premier Dibbs fungierte er zwischen dem 17. Januar und dem 7. März 1889 als Sekretär für Ländereien (Secretary for Lands) sowie im dritten Kabinett von Premier Dibbs vom 23. Oktober 1891 bis zum 2. August 1894 ein weiteres Mal als Sekretär für öffentliche Arbeiten. Er vertrat New South Wales 1897 auf der Federal Convention, eine Versammlung zur Vorbereitung der Gründung des Australischen Bundes am 1. Januar 1901.
William Lyne übernahm schließlich am 15. September 1899 von George Reid der Free Trade Party selbst das Amt als Premier von New South Wales und hatte dieses bis zum 20. März 1901 inne, woraufhin John See von der Progressive Party ablöste. In seinem Kabinett bekleidete er zusätzlich zwischen dem 15. September 1899 und dem 20. März 1901 auch das Amt des Schatzministers (Colonial Treasurer). Am 23. Mai 1900 wurde er zum Knight Commander des Order of St Michael and St George (KCMG) geschlagen, so dass er fortan den Namenszusatz „Sir“ führte.

### Mitglied des Australischen Repräsentantenhauses und Bundesminister

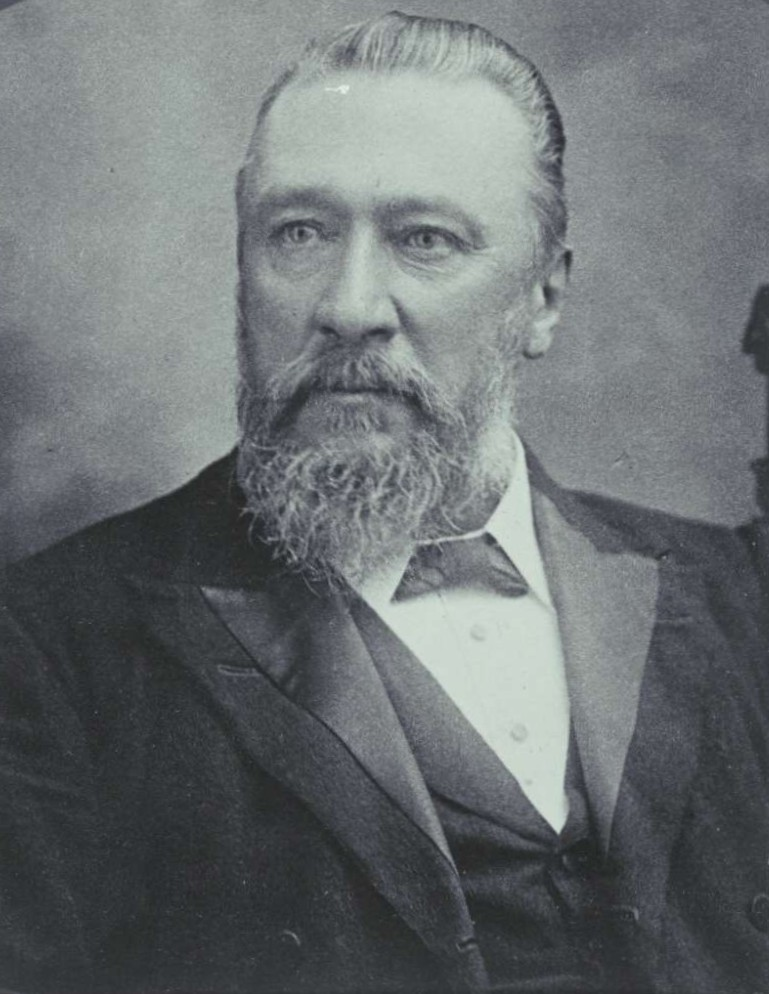
William Lyne (1898)

Nach seinem Ausscheiden aus Regierung und Parlament von New South Wales wurde William Lyne für die Protectionist Party bei der Parlamentswahl am 29. März 1901 erstmals zum Mitglied des Australischen Repräsentantenhauses (House of Representatives) gewählt und vertrat in diesem nach seinen Wiederwahlen am 16. Dezember 1903, 12. Dezember 1906 und am 13. April 1910 bis zum 31. Mai 1913 den Wahlkreis Hume.
Nach der Gründung des Australischen Bundes wurde er am 1. Januar 1901 als Innenminister (Minister for Home Affairs) in die Regierung Barton berufen und bekleidete dieses Amt bis zum 11. August 1903, woraufhin John Forrest nachfolgte. Er selbst löste am 11. August 1903 Charles Kingston als Minister für Handel und Zölle (Minister for Trade and Customs) ab und bekleidete diesen Ministerposten vom 24. September 1903 bis zum 27. April 1904 auch in der ersten Regierung Deakin.
Am 5. Juli 1905 wurde William Lyne als Minister für Handel und Zölle auch in die zweite Regierung Deakin berufen und hatte diesen Posten bis zu seiner Ablösung durch Austin Chapman am 30. Juli 1907 inne. Im Zuge der Kabinettsumbildung vom 30. Juli 1907 übernahm er wiederum von John Forrest das Amt als Schatzminister (Treasurer) und bekleidete diesen bis zum Ende der Amtszeit von Premierminister Alfred Deakin am 13. November 1908. 1907 war er zudem Vertreter Australiens auf der Kolonialkonferenz und der Navigationskonferenz in London. Nachdem er am 27. Mai 1909 aus der Protectionist Party ausgetreten war, gehörte er dem Repräsentantenhaus als Parteiloser an. Er war 1911 Mitglied der Royal Commission on Tasmanian Customs Leakage, der Königliche Kommission über die tasmanischen Zollmindereinnahmen. Bei der Parlamentswahl am 31. Mai 1913 erlitt er eine Niederlage, verlor sein Unterhausmandat und verstarb wenige Monate später am 3. August 1913. Nach seinem Tode wurde er auf dem South Head-Friedhof in Sydney beigesetzt.

## Hintergrundliteratur
- David Clune, Ken Turner (Hrsg.): The Premiers of New South Wales. Band 1: 1856–1901. The Federation Press, Sydney 2006.